# Телевизионно предаване
Телевизионно предаване (наричано още телевизионно шоу или телевизионна програма) е завършен цялостен видео материал, предназначен за излъчване по телевизията. Има различни видове телевизионни предавания: информационни, новинарски, приключенски, спортни, научни, детски и т.н. Едно предаване може да бъде самостоятелно или да бъде част от поредица, често излъчвана в едни и същи дни и час по определен канал. За разлика от филмите и сериалите, повечето видове предавания обикновено има телевизионен водещ.
Телевизионните предавания се създават от телевизионните продуценти, за да отговорят на разнообразните предпочитания на зрителите на съответния канал. С тази цел създателите им се стремят да привлекат вниманието, а следователно и да увеличат рейтинга на гледаемост на съответния канал. На свой ред това привлича рекламодателите и осигурява финансовия успех на канала.

## Телевизионни предавания в България
Примери за български телевизионни предавания:
- bTV Новините – новинарска емисия
- Всяка неделя – магазинно предаване
- Каналето – хумористично предаване
- Биг Брадър – реалити шоу
- Лице в лице - публицистично предаване по bTV
- Здравей, България - сутрешен блок на NOVA
- Панорама - публицистично предаване по БНТ

### Сутрешните телевизионни магазинни предавания в българските медии
Сутрешното телевизионно предаване, което е от магазинен тип, е художествено предаване, което най-често е позиционирано в програмната схема на телевизия в часовия диапазон между 9 и 11 часа през делничните дни. Съдържа характеристики на лайфстайл предаването, на токшоуто, на предаване за култура.
В него се засягат теми, свързани със здравословен и практичен начин на живот, обзавеждане, родителство, мода, козметика, известни личности, кулинария, хороскопи и др. Предназначено е за дамска аудитория.
Пример за актуални сутрешни телевизионни магазинни предавания по националните български медии са „Отблизо с Мария“ по Българска национална телевизии, „Преди обед“ по bTV, „На кафе“ по Нова Телевизия, „Усещане за жена“ по TV7.
Любопитно за българските сутрешни магазинни формати, е че в тях не присъства публика в студиото – нещо, което е характерно за подобен тип предавания в телевизионните медии в САЩ, например.